# Venturo

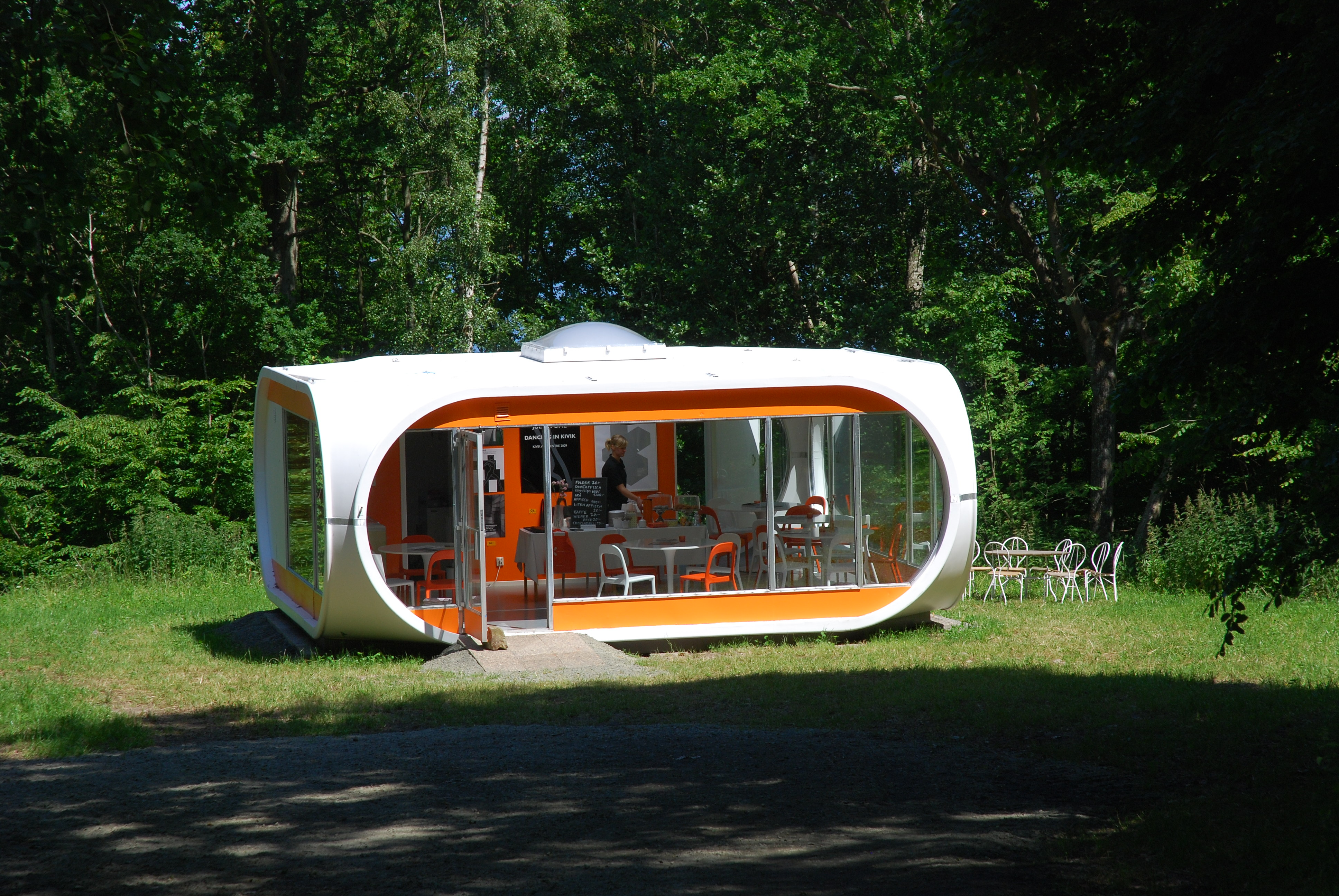
Un Venturo à Kivik.

La Venturo ou maison Venturo est un type de maison préfabriquée dessinée en 1974 par l'architecte et designer finlandais Matti Suuronen.

## Histoire
Après avoir créé la Futuro (maison préfabriquée en forme de soucoupe volante avec une entrée en forme de sas d'avion), Matti Suuronen voulut créer un cottage de week-end. La Venturo, connue aussi sous le nom de modèle CF-45 (45 indiquant le nombre de mètres carrés), faisait partie de la série Casa Finlandia.

## Composition
La Venturo est composée de plastique à renfort de verre, de polyester, de polyuréthane et de Plexiglas. 

## Description
Le Venturo est une construction modulaire, isolée et transportable. Le Venturo est expédié en deux modules, l'un comprenant la salle de bains, la cuisine et le sauna, l'autre les autres pièces.

## Usage
La Venturo était à l'origine conçue comme une maison de week-end ou un bungalow, mais elle a également été utilisée comme petite boutique. Trois Venturos ont été importées en Suède et utilisées comme stations-service pour BP. Après la crise pétrolière de 1973, seules 19 maisons Venturo ont été fabriquées par la société finlandaise Oy Polykem Ab, et il n'en resterait aujourd'hui que 9, dont un acquis par le WeeGee. Cependant, la licence a été vendue à 23 entreprises dans le monde entier et certaines maisons ont vraisemblablement été produites au Japon

## Galerie

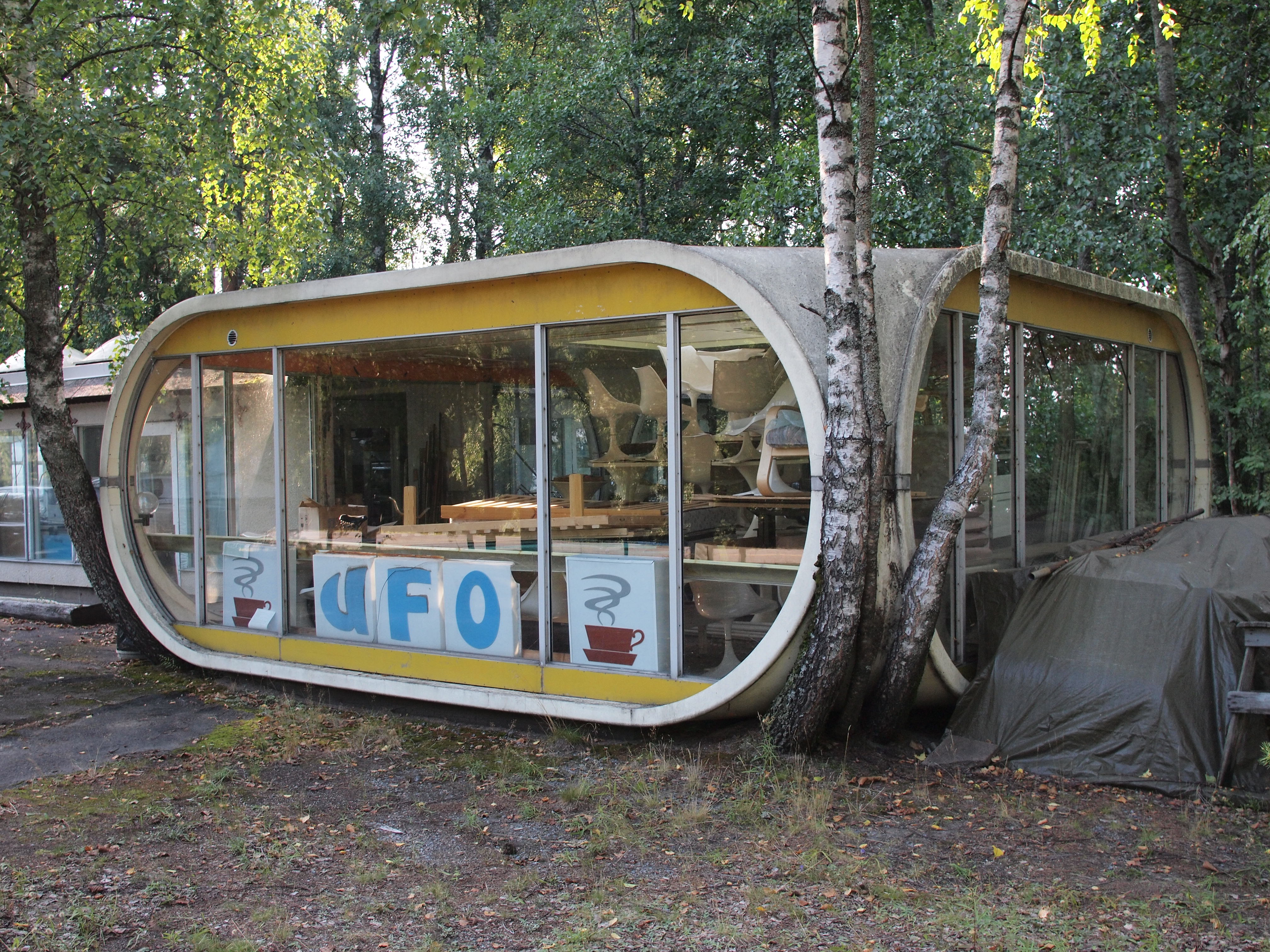
Un Venturo transformé en café.